# Калифорнийский воробьиный сыч-гном
Калифорнийский воробьиный сыч (лат. Glaucidium californicum) — североамериканский вид из рода воробьиных сычей семейства совиные.

## Образ жизни

### Охота и питание
В отличие от многих родственных видов, которые охотятся ночью или в сумерки, полагаясь на слух или ночное зрение, калифорнийский сыч охотится днём и полагается в основном на своё зрение. Ещё одно отличие этого сыча от других сов — его шумный полёт. Крылья других сов специально приспособлены к тихому полёту, в то время как крылья калифорнийского сыча пропускают через себя потоки воздуха и издают довольно громкие свистящие звуки. Калифорнийский сыч предпочитает не догонять свою добычу, а неожиданно бросаться на неё, выждав в укрытии на вершине дерева удачный момент. Во время атаки сыч налетает на добычу, которая находится на земле, или преследует её с ветки на ветку, летя зигзагом, пока она не окажется в его острых когтях. Добычей сыча становятся небольшие млекопитающие — землеройки, кроты, бурундуки и мышевидные грызуны, птицы — ласточки, сойки и синицы-гаички, а также рептилии, лягушки и насекомые. Несмотря на свой размер, калифорнийские сычи необыкновенно сильные — часто добыча в несколько раз превышает размер самого сыча. Поймав добычу сыч заглатывает её полностью или отщипывает куски, у птицы может откусить только голову, у насекомых поедает мягкие части.

### Крик
Самец издает крик, состоящий из серии повторяющихся звуков с интервалом 1-2 секунды. Это территориальный крик, который можно слышать круглый год ранним вечером и перед восходом солнца. Когда самец летит к самке с добычей, он издает высокий пронзительный звук. Самки более молчаливы. Другие крики — стаккато из свистящих звуков. В возбужденном состоянии издает трель из высоких звуков (8 нот в секунду).

### Среда обитания
Калифорнийские сычики населяют леса умеренного пояса и тропические леса. Они населяют в основном хвойные и смешанные леса, причём как равнинные, так и горные. Они живут рядом с открытыми пространствами, на которых охотятся — полянами, опушками леса, обочинами дорог, полями, болотистыми низменностями и избегают густых лесов, чащоб, никогда не забираются вглубь леса. Во время гнездования селятся в густом кустарнике или на старых деревьях, занимая старые дупла дятлов. В зимнее время сычики спускаются в гор и селятся ниже. В голодные годы могут залетать на юг.

### Размножение
Размножается в период с апреля по начало июня. Гнёзда устраивает обычно в старых дуплах дятлов в сухих, мёртвых деревьях, хвойных на севере, в тайге, или лиственных в южных областях. Гнездо может находиться на высоте от 3 до 23 метров над землёй, однако чаще всего высота равна 6-7 м. Как правило калифорнийские сычи из года в год используют одно и то же гнездо. Неизвестно, кто отвечает за выбор и обустройство гнезда, самка или самец. Самка откладывает от 3 до 7 яиц, но чаще 3-4 яйца. За сезон самка может сделать только одну кладку. Насиживание начинается только после того, как будет отложено последнее яйцо, и длится около 29 дней. Высиживает самка, а самец приносит ей пищу и защищает гнездовую территорию. Птенцы растут очень быстро и за две недели достигают 60 % размера взрослых птиц. Полное оперение происходит в возрасте 30 дней, тем не менее ещё 20-30 дней они остаются с родителями, которые защищают их и приносят им пищу. Семьи существуют лишь до конца лета — начала осени, когда они распадаются и каждый из членов начинает вести одиночную жизнь.

## Географическое распространение
Калифорнийские сычи занимают территорию на западном побережье Северной Америки от Британской Колумбии и Южной Аляски через Роки Маунтинз до Южной Калифорнии и Аризоны, и Северной Мексики.

## Угроза существованию
Отсутствует, в пределах своего ареала достаточно распространён.

## Подвиды
Международный союз орнитологов выделяет четыре подвида:
- Glaucidium californicum californicum — от Южной Аляски до Британской Колумбии и востока Альберте, а также до Калифорнии и юга Невады.
- Glaucidium californicum grinnelli — Западное Побережье Северной Америки от юго-востока Аляски до юга Калифорнии
- Glaucidium californicum swarthi — остров Ванкувер; оперение очень темное
- Glaucidium californicum pinicola — Западная Монтана, Айдахо, от Юты до Восточной Калифорнии, Аризоны и Нью-Мексико; встречаются серая и рыжая формы.